# Le Jeu de la mort (film, 1968)
Pour les articles homonymes, voir Le Jeu de la mort (homonymie).
Pour plus de détails, voir Fiche technique et Distribution.
Le Jeu de la mort (The Name of the Game Is Kill!) est un drame d'épouvante américain du réalisateur suédois Gunnar Hellström, sorti en 1968.

## Synopsis
Un homme se reposant dans une région rurale du sud-ouest américain est matraqué avec une réplique de statue de la Vénus de Milo et son corps est traîné jusqu'à un feu de joie.
Symcha Lipa (Jack Lord), un vagabond né et élevé en Hongrie, se repose au bord d'une route poussiéreuse de l'Arizona. Il est recueilli par Mickey Terry (Susan Strasberg), qui le conduit chez elle et lui offre une douche avant qu'il ne reparte. Mickey vit avec sa mère et ses deux sœurs, mais seule la sœur aînée, Diz (Collin Wilcox Paxton), est présente à ce moment-là. Les sœurs se disputent brièvement, Diz laissant entendre que Mickey a choisi Lipa pour être son dernier partenaire sexuel. Elles sont rejointes par la plus jeune sœur, Nan (Tisha Sterling), qui vient d'être renvoyée de l'école pour son dernier écart de conduite, et par la mère (T.C. Jones).
Le lendemain matin, lorsque Lipa quitte le domicile des Terry, il est renversé par une voiture qui arrive derrière lui. Il perd connaissance et passe trois jours à l'hôpital, mais ne souffre d'aucune blessure durable. Le shérif chargé de l'enquête le met en garde contre la maison des Terry, lui disant que des choses mystérieuses s'y sont produites, notamment la disparition de Julio Lamberto, un homme qui passait du temps avec les femmes Terry.
Malgré l'avertissement, Lipa retourne chez les Terry. Seul Diz est présent à ce moment-là. Ils ont une longue conversation et Diz lui raconte que, des années auparavant, sa mère a tué son père violent. Plus tard, très agitée, elle tente d'embrasser Lipa en disant qu'elle veut le sauver de Mickey. Il s'éloigne facilement d'elle.
Lorsque les trois autres femmes rentrent chez elles, Lipa demande à la mère s'il peut travailler dans l'entreprise familiale en échange du gîte et du couvert. Son offre est acceptée. Lipa va voir Mickey et ils ont une longue conversation. Mickey lui dit qu'elle est tombée amoureuse de lui, mais il lui répond que sa capacité à aimer a été perdue à la suite de la révolution hongroise de 1956. Mickey parle à Lipa de son père et mentionne également qu'elle a eu une relation avec Julio Lamberto. Bien que Lipa ait déjà dit à Mickey qu'elle allait trop vite dans leur relation, ils deviennent amants et décident de s'installer à San Francisco.
Lorsqu'ils font part de leurs intentions au reste de la famille, la mère leur souhaite bonne chance. Ils prévoient de partir le lendemain. C'est presque la Toussaint et c'est bientôt l'anniversaire de Nan. Ils décident donc d'organiser une fête ce soir-là pour tout célébrer. Au début des festivités, Nan disparaît. Elle et Diz travaillaient simplement ensemble pour effrayer Lipa et Mickey.
Ce soir-là, Lipa discute, séparément, avec la mère et Nan. Au total, les quatre femmes racontent des histoires très différentes sur ce qui est arrivé au père. Elles disent toutes qu'il était un artiste accompli, spécialisé dans les répliques de Vénus de Milo. Les femmes mentionnent également leurs interactions avec Julio Lamberto.
Le lendemain, Lipa et Mickey partent en voiture, mais doivent revenir peu après, comme Diz l'avait prédit, lorsque Mickey se rend compte qu'elle n'a pas son argent. Lorsque Mickey monte à l'étage pour le chercher, Lipa est attirée dans une arrière-salle et assommée par Nan à l'aide d'une statue. Elle et Diz le traînent jusqu'à un four, ouvrent la grille et s'apprêtent à y enfoncer son corps. Mickey et la mère arrivent juste à temps pour les en empêcher. Alors qu'ils se débattent, Lipa reprend conscience. Nan, tout en criant que Lipa doit mourir, saisit la tête de la mère et tire. La mère porte une perruque que Nan arrache, et l'on découvre, au grand choc de toutes les sœurs, qu'il s'agit en fait de leur père.
Diz, bouleversée, bafouille qu'elle a dit à Nan de tuer Lipa parce qu'il allait provoquer la séparation de la famille. Diz déclare ensuite qu'elle détestait sa mère et qu'elle l'a tuée il y a des années. Le père soutient sa version en disant que sa femme était une femme méchante et sans morale. Nan avoue avoir tué Julio Lamberto.
Le père dit à Mickey d'aller commencer sa nouvelle vie avec Lipa à San Francisco. Ils partent en voiture. Le père retourne auprès de Diz et Nan, les réconforte et leur dit qu'ils devraient prendre du thé. Il prend trois des quatre pilules qu'il garde dans un médaillon autour de son cou et en met une dans chacune des tasses de thé qu'il a préparées pour elles et pour lui-même. Ce faisant, il dit : « Il n'est jamais trop tard pour être un bon père ».
Sur la route, Lipa demande à Mickey ce qui est arrivé à sa mère. La caméra s'arrête sur le visage de Mickey et son sourire énigmatique, peut-être sinistre.

## Fiche technique
- Titre français : Le Jeu de la mort[1]
- Titre original : The Name of the Game Is Kill![2],[3]
- Réalisation : Gunnar Hellström
- Scénario : Gary Crutcher
- Photographie : Vilmos Zsigmond
- Montage : Lou Lombardo
- Musique : Stu Phillips
- Décors : Ray Markham
- Production : Jay Lovins, Robert A. Poore, Robert L. Rosen, Joe Solomon
- Studio de production : Poore-Todd Productions
- Pays de production :  États-Unis
- Format : couleurs par Eastmancolor - 1,78:1 - Son mono - 35 mm
- Genre : drame d'épouvante[3] ; thriller[1]
- Durée : 84 minutes
- Dates de sortie :
  - États-Unis : 29 mai 1968
  - France : 8 octobre 1969[1]

## Distribution
- Jack Lord : Symcha Lipa
- Susan Strasberg : Mickey Terry
- Collin Wilcox Paxton : Diz Terry
- Tisha Sterling : Nan Terry
- T. C. Jones : Mme Terry
- Mort Mills : Shérif Fred Kendall
- Marc Desmond : le docteur